# Alonso de Alvarado

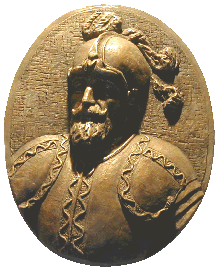
Alonso de Alvarado

Alonso de Alvarado Montaya González de Cevallos y Miranda (* 1500 in Voto, Secadura, Spanien; † 1553 oder 1556 in Lima, Peru) war ein spanischer Conquistador und Ritter des Santiagoordens. Er kämpfte gegen das Heer von Quizo Yupanqui, das Lima 1536 belagerte, 1537 gegen Diego de Almagro und in der Schlacht von Las Salinas 1538. Später kämpfte er auch in Chupas und Jaquijahuana.

## Leben

### Herkunft und Anfänge
Alvarado stammte aus der Extremadura und war ein Vetter (oder Neffe) von Pedro de Alvarado.  Dem Historiker Díaz Pérez Fue zufolge war Don García López de Alvarado el Bueno sein Vater und Doña María de Miranda seine Mutter. 

### Bürgerkrieg
Sapa Inca Manco Cápac II. hatte 1536 das Zeichen zum allgemeinen Aufstand der indigenen Bevölkerung gegen die Spanier gegeben, der mit einer fast ein Jahr dauernden Belagerung Cuscos verbunden war. In dieser Zeit forderte Francisco Pizarro, der einen Angriff auf Lima hatte abwehren können, aus ganz Spanisch-Amerika Verstärkung an. Als einer der Letzten traf Alvarado mit einer starken Truppe aus Guatemala ein und wurde von Francisco Pizarro von Lima nach Cusco entsandt. Mit 500 Mann zog Alvarado daraufhin Richtung Cusco, gelangte allerdings nur bis nach Jauja, wo er aus nicht nachvollziehbaren Gründen fünf Monate verbrachte. 
Inzwischen war aber die Belagerung Cuscos zusammengebrochen, und Pizarros früherer Partner und nun Rivale Diego de Almagro hatte Cusco eingenommen und Pizarros Brüder Hernando und Gonzalo gefangen genommen. Bei einem nächtlichen Überraschungsangriff von Almagros fähigstem Hauptmann Rodrigo Orgóñez unterlag Alvarado im Juli 1537 in Abancay durch den Verrat seines Hauptmanns Pedro de Lerma den Truppen Almagros, noch bevor es zu einer richtigen Schlacht gekommen war. Alvarado wurde gemeinsam mit den Pizarro-Brüdern eingekerkert, aber ihm gelang die Flucht. An die Seite der Pizarro-Anhänger zurückgekehrt, besiegte er 1538 die Anhänger Almagros in der Schlacht von Las Salinas.
Auf Befehl Francisco Pizarros suchte er nach einem geeigneten Platz zur Gründung einer Siedlung auf halbem Weg zwischen Lima und Cusco. Gemeinsam mit Francisco de Cárdenas nahm er so an der Gründung von Huamanga, dem heutigen Ayacucho, teil.

### Der peruanische Norden
Alvarado war der Wegbereiter von Expeditionen, die nach Amazonien vordrangen: Ausgehend von Trujillo in Nordperu überquerte er die Anden, um 1538 zu den Chachapoyas zu gelangen, wo er wenige Jahre später die gleichnamige Stadt gründete, die heute Hauptstadt des peruanischen Departamento Amazonas ist. Er forderte von seiner Truppe strenge Disziplin, die auch gegenüber den Indígenas einzuhalten war. Er ließ deshalb sogar zwei Mann wegen Diebstahls von Lebensmitteln auspeitschen. Ein anderes Mal, als Einige des endlosen Marschierens durch Sümpfe und Wälder müde waren, stellte er es jedem frei, zurückzubleiben, woraufhin alle ihm einstimmig Gefolgschaft gelobten.
Der Chronist Pedro Cieza de León schilderte die erste Gründung der Stadt Chachapoyas:
„Am fünften Tag im September im Jahre des Heils 1538 Jesu Christo trafen sich nahezu sechzig Spanier unter dem Befehl von Hauptmann Alonso de Alvarado in ‚Xalca‘, um die Stadt Chachapoyas zu gründen.“
In Chachapoyas erfuhr Alvarado von traumhaften Schätzen, die eine legendäre Stadt, das mythische Eldorado, im Dickicht des Urwaldes bergen sollte. Von dort organisierte er weitere Expeditionen, die bis zum Oberlauf des Marañón in die Nähe von Moyobamba führten.

### Neue Säuberung
Diego de Almagro „el Mozo“, der Sohn Diego de Almagros, ermordete 1541 Francisco Pizarro aus Rache für den Tod seines Vaters. Im folgenden Jahr verband sich Alvarado mit dem neuen Gouverneur Cristóbal Vaca de Castro, um Diego El Mozo in der Schlacht von Chupas zu besiegen. Alvarados Loyalität und Verdienste wurden vom spanischen König Karl I. durch die Erhebung in den Ritterstand des Santiagoordens und zum Marschall von Peru belohnt.
Seit 1543 lebte Alonso de Alvarado wieder in Spanien bei Hofe. 1546 heiratete er Ana de Velasco y Avendaño. 1546 wurde er mit Pedro de la Gasca, dem neuen Vizekönig von Peru, nach Südamerika geschickt um die Rebellion des jüngeren Pizarro-Bruders Gonzalo niederzuschlagen. Im April 1548 siegte de la Gasca in der Schlacht von Jaquijahuana über die Anhänger Gonzalo Pizarros, aber dieser Sieg beruhigte die erhitzten Gemüter vieler unzufriedener Spanier über die zunehmende Kontrolle durch die Gesandten und Beamten der Krone nicht. So erhob sich einige Jahre später eine Gruppe von ihnen unter der Führung von Francisco Hernández Girón. Alvarado wurde entsandt, um sie zu bekämpfen, wurde in Chuquinga vernichtend geschlagen und floh nach Lima, wo er 1556 starb.